# Кострон, Ким
Ким Кострон-Найквист англ. Kim Kostron-Nyquist; 19 сентября 1956, Сент-Пол, США) — американская конькобежка. Чемпионка мира среди юниоров, 2-кратная рекордсменка мира среди юниоров, чемпионка и 2-кратная призёр чемпионата США.

## Биография
Ким начала кататься на коньках в возрасте 5 лет, но стала по-настоящему заниматься скоростным катанием в 11 лет в Уэст-Аллисе. С 1974 года стала участвовать на чемпионате США в спринте, а в декабре 1975 года 19-летняя Ким участвовала на олимпийском отборе и попала запасной на олимпиаду. В феврале 1976 года на чемпионате мира в классическом многоборье заняла 15-е место. В марте на чемпионате мира в спринтерском многоборье она поднялась на 6-е место. 
Её пиковым годом был 1977-й, когда она выиграла в многоборье юниорский чемпионат мира в Инцелле, установив мировые рекорды на дистанциях 500 и 1000 м и заняв 2-е место на дистанции 3000 и 3-е на дистанции 1500 м. В том же году она выиграла забег на 500 метров на чемпионате мира по спринтерскому бегу, но в итоге заняла 5-е место. На чемпионате мира в классическом многоборье заняла 7-е место. 
В 1978 году Кострон финишировала 4-й на чемпионате мира в спринтерском многоборье и 9-й на чемпионате мира в классическом многоборье. Через год на спринтерском чемпионате мира заняла 11-е место, а на чемпионате мира в классическом многоборье опустилась на 20-е место. В декабре 1979-го она выиграла бронзу на чемпионате США в забеге на 500 м. В 1980 году была членом Олимпийской сборной США в качестве запасной и на чемпионате мира в классическом многоборье заняла 16-е место. В том же году завершила карьеру спортсменки.

## Личная жизнь и семья
Ким Кострон родилась в семье обычного рабочего, отца Роналда Кострона (ум.2021) и матери Шарлотты Шнайдер. Кроме неё в семье было ещё два брата: Кеннет и Джон и сестра Джоди. Ким замужем за Марком Найквистом, у неё есть дочь Элли.

## Награды
- 19 мая 1996 года - включена в Национальный зал славы конькобежного спорта в Блумингтоне, штат Миннесота.[6]